# تي آي-99 /4أيه
TI-99/4 و تي آي-99 /4أيه هي حاسوب منزلي أصدرتها شركة تكساس إنسترومنتس في 1979 و 1981 على التوالي. استنادًا إلى المعالج الدقيقة تكساس إنسترومنتس TMS9900 المستخدمة في الأصل في أجهزة الكمبيوتر الصغيرة، كان تي آي-99 أول كمبيوتر منزلي 16 بت،  وقدمت وحدة التحكم في عرض الفيديو المرتبطة بها رسومات ملونة ودعمًا للرموز المتحركة كان من بين أفضل ما في عصره.

## صندوق التوسع خارجي

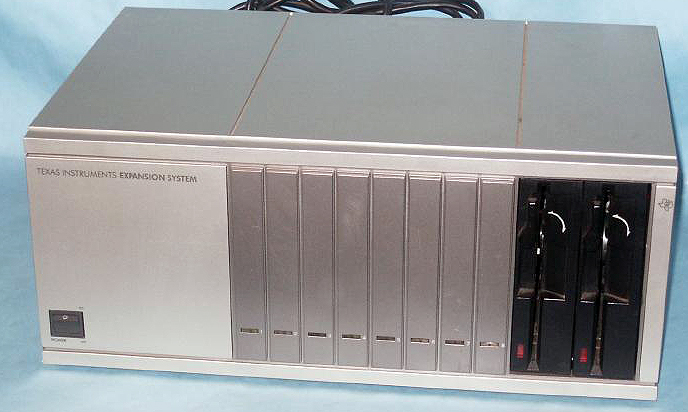
صندوق التوسيع المحيطي أو PEB

يمكن ترقية تي آي-99 /4أيه عبر بطاقات توسعة مضافة إلى ثماني فتحات، وهيكل خارجي يحتوي على مصدر طاقة خطي خاص به وخزان مرن بارتفاع كامل 5¼ ". مغطى بالبلاستيك الفضي، ولكنه مصنوع من صفائح الفولاذ، ويطلق عليه نظام التوسع المحيطي بواسطة TI ، ولكن عادةً ما يطلق عليه صندوق التوسيع المحيطي أو PEB. تحتوي كل بطاقة على مؤشر LED يومض أو يومض عند الوصول إليه بواسطة البرنامج. قسم مصدر الطاقة الذي يقوم بتشغيل فتحات البطاقة غير منظم. تحتوي كل بطاقة على منظمات على متنها لمتطلباتها الخاصة، مما يقلل من استهلاك الطاقة في PEB المحملة جزئيًا، مما يسمح ببطاقات ذات متطلبات جهد غير عادية.
تشمل البطاقات الرسمية من TI التي تم إصدارها ويمكن وضعها داخل PEB
- 32 كيلو بايت بطاقة توسيع ذاكرة الوصول العشوائي
- RS 232 وبطاقة المنفذ المتوازي
- بطاقة P-code ، تنفذ UCSD p-system IV.0 من خلال العمل كقرص ROM
- بطاقة التحكم في محرك الأقراص المرنة. سمح التصميم بالتحكم في كل من محركات الأقراص داخليًا في PEB ومحركات الأقراص الخارجية.

الأجهزة الطرفية المصممة للاستخدام بدون PEB موجودة أيضًا.

## تاريخ
في عام 1977، كانت مجموعات داخل شركة تكساس إنسترومنتس تصمم وحدة تحكم في ألعاب الفيديو، وجهاز كمبيوتر منزلي للتنافس ضد TRS-80 و Apple II ، وجهاز كمبيوتر شخصي متطور للأعمال مزود بمحرك أقراص ثابت. كانت أول مجموعتين تعملان في قسم المنتجات الاستهلاكية في TI في لوبوك ، تكساس، وتنافسوا باستمرار. وفقًا لـ Wally Rhines ، فإن «لوحة المفاتيح فائقة التكلفة» 99/4 (مع مفاتيح بنمط الآلة الحاسبة)، ومغير التردد اللاسلكي، وخراطيش روم جاءت من تصميم وحدة التحكم. في النهاية، تم دمج الفريقين وتوجيههما نحو سوق أجهزة الكمبيوتر المنزلية. وفي الوقت نفسه، تم دمج الفريق الثالث في قسم أنظمة البيانات في TI ، والذي كان لديه مجموعة من منتجات الحواسيب الصغيرة ومحطات كمبيوتر مختلفة؛ لقد رأوا أن الجهاز متعدد الإمكانات يمثل تهديدًا وتم قتل المشروع في النهاية.

### 99 /4أيه

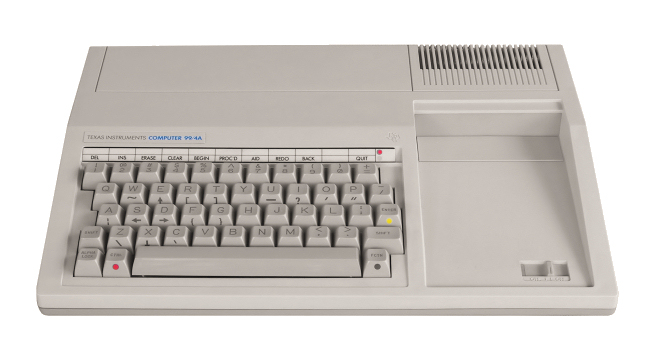
الفترة المتأخرة ، نسخة مخفضة التكلفة من TI-99 / 4A مع علبة باللون البيج

بعد عامين من ظهور 99/4 لأول مرة، أصدرت TI الموديل 99 / 4A. يضيف لوحة مفاتيح بنمط الآلة الكاتبة - مع الاحتفاظ بالتخطيط غير القياسي - والمزيد من خيارات التوسيع. يمتد نظام التمدد من الجانب الأيمن للهيكل، مع وحدات يمكن ربطها بالسلاسل التعاقبية. هناك قيود عملية على ذلك، لأن كل وحدة تزيد من عرض النظام. كان السعر مبدئيًا 525 دولار أمريكي ، أي أقل من نصف سعر 99/4. 
استمر TI في خفض السعر حتى عام 1981، أولاً إلى 449٫95 دولار أمريكي ، ثم إلى 399٫95 دولار أمريكي في أوائل عام 1982، في منافسة مع شركة كومودور فيك-20 300 دولار أمريكي . تحول هذا إلى حرب أسعار مع العميد البحري. استجابت تكساس إنسترومنتس بخفض سعر الجملة لـ 99 بمقدار 100 دولار أمريكي ، بينما قدمت أيضًا خصمًا 100 دولار أمريكي للمستهلكين مباشرة، مما أدى إلى خفض سعر الشارع إلى حوالي 200 دولار أمريكي .  قال المتحدث باسم منظمة الشفافية الدولية بيل كوسبي مازحا عن مدى سهولة بيع جهاز كمبيوتر عن طريق دفع 100 دولار أمريكي للناس لشراء واحد.  بحلول منتصف عام 1982، كتب جيري بورنيل أن منظمة الشفافية الدولية كانت «تتخلى عمليًا عن تي آي-99 / 4أيه».  ذكرت نكتة في الصناعة أن الشركة كانت تخسر المال على كل جهاز كمبيوتر منفرد، لكنها كانت تعوض عنه في الكميات.   تطابقت الكومودور مع سعر 200 دولار أمريكي في ديسمبر 1982. 

## هندسة عامة
يجب أن تكون تعليمات لغة الآلة الخاصة بـ تي إم إس 9900 محاذاة للكلمات، لذا يلزم وجود 16 بت على الأقل لكل تعليمات. في ذلك الوقت، كانت الذاكرة باهظة الثمن، لذا كان حجم هذا التنسيق مصدر قلق. بالإضافة إلى ذلك، فإن برمجة جانب 8 بت للنظام من كود 16 بت معقد إلى حد ما. لمعالجة هذا الأمر، أنشأت تي آي لغة تجميع زائفة تعرف باسم «لغة البرمجة الرسومية» أو جي بي ال. هذه لغة مدمجة 8 بت يتم تفسيرها بواسطة وحدة المعالجة المركزية والتي تترجم ديناميكيًا تعليمات جي بي ال إلى واحد أو أكثر من تعليمات تي إم إس 9900. تتضمن جي بي ال أيضًا إجراءات المنفعة التي تظهر كتعليمات فردية في كود جي بي ال، مما يسمح بتقليل العمليات المعقدة إلى تسلسلات صغيرة من التعليمات البرمجية. على سبيل المثال، يمكن مسح كتلة من الذاكرة بتعليمات واحدة. تمت كتابة جميع البرامج التي تم توزيعها في الأصل على خراطيش روم باستخدام جي بي ال، ويشار إليها أحيانًا باسم GROMs.

## المواصفات الفنية

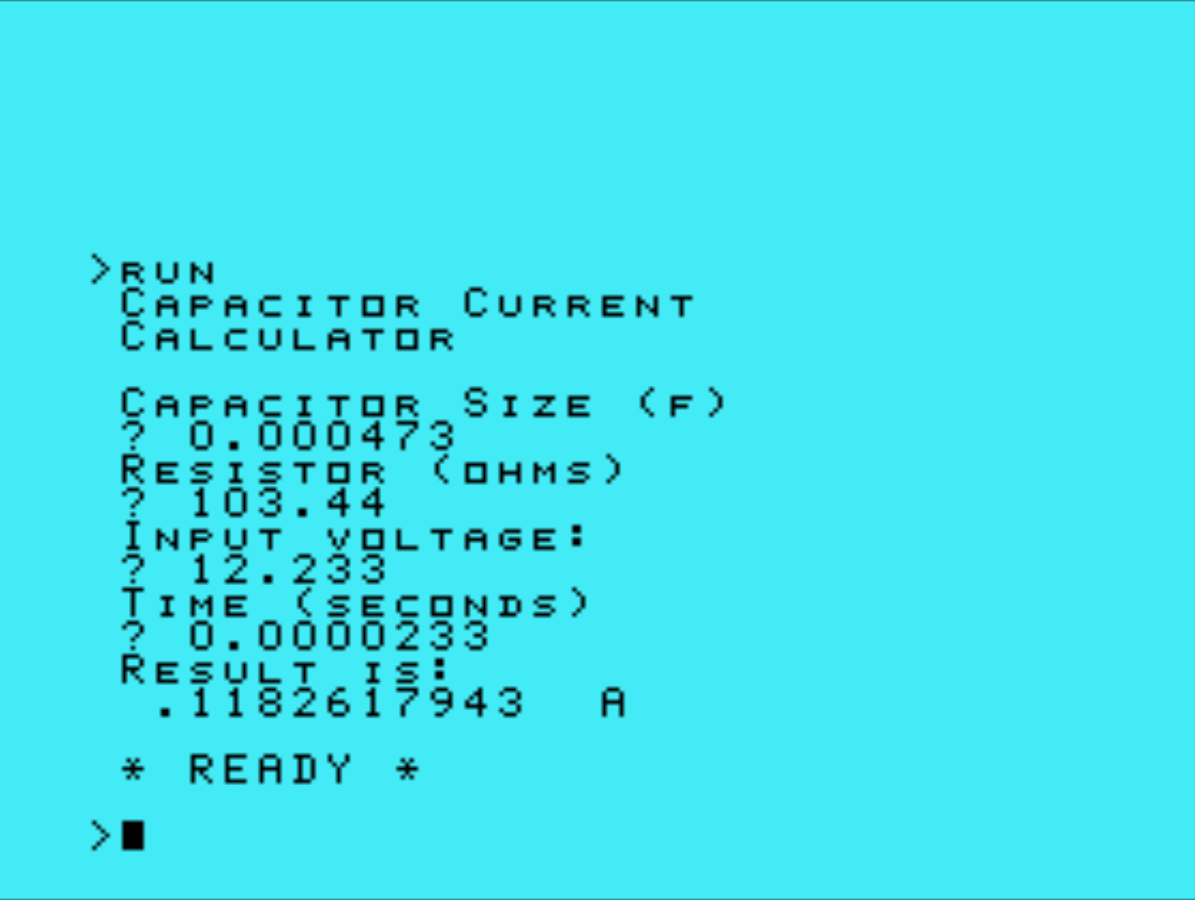
يقوم TI-99 / 4A بتشغيل برنامج مكتوب بلغة BASIC

### وحدة المعالجة المركزية
تكساس إنسترومنتس تي إم إس 9900 بسرعة 3 ميجا هرتز، 16 بت، 64 دبوس ديب

### الذاكرة
- 8 كيلو بايت للشاشة روم ومترجم جي بي ال.
- 8 كيلو بايت من ذاكرة الوصول العشوائي، إذا تم توصيل توسيع الذاكرة
- 8 كيلوبايت مخصصة لأجهزة التوسيع (مثل وحدة تحكم محرك الأقراص)
- 8 كيلو بايت مخصصة لـ روم / رام في خراطيش التوسيع
- ذاكرة وصول عشوائي (رام) بحجم 256 بايت لوحدة المعالجة المركزية
- منافذ الذاكرة لمعالج عرض الفيديو والصوت والكلام وما إلى ذلك.
- 24 كيلو بايت من ذاكرة الوصول العشوائي، إذا تم توصيل توسيع الذاكرة
- يمكن الوصول إلى ذاكرة وصول عشوائي (رام) لمعالج عرض الفيديو بسعة 16 كيلو بايت عبر في دي بي (ليس في خريطة ذاكرة وحدة المعالجة المركزية)

### فيديو
تي إم إس 9918 أيه في دي بي، 40 دبوس ديب. يستخدم 99/4 الأقدم تي إم إس 9918. تستخدم أنظمة بال الإصدارات "9929" لكل منها.
- 32 نقوشًا أحادية اللون في طبقات محددة تسمح للنقش المتحرك ذات الأرقام الأعلى بالتدفق بشفافية على النقوش المتحركة ذات الأرقام المنخفضة. تتوفر النقوش المتحركة بحجم 8 × 8 بكسل أو 16 × 16 بكسل، مع بت «تكبير» يضاعف حجم كل النقوش المتحركة ولكن ليس دقتها. يتوفر بت واحد في الأجهزة لاكتشاف الاصطدام، وتدعم وحدة التحكم الحركة التلقائية عبر روتين المقاطعة في ذاكرة القراءة فقط. يمكن أن يكون هناك فقط 4 نقوش متحركة مرئية لكل سطر مسح.
- 16 لونًا ثابتًا (15 لونًا مرئيًا، لون واحد مخصص لـ «شفاف» الذي يظهر لون الخلفية). شفاف مخصص لجينلوك 9918 الذي تم تعطيله في النظام.
- وضع النص: 40 × 24 حرفًا (256 أحرف 6 × 8 يمكن تحديدها بواسطة المستخدم، بدون نقوش متحركة، لون المقدمة والخلفية فقط، لا يمكن الوصول إليه في BASIC ، قياسي في p-system / Pascal ، محرر التجميع ومعالج الكلمات)
- وضع الرسومات: 32 × 24 حرفًا (256 8 × 8 أحرف يمكن تحديدها بواسطة المستخدم، لوحة ألوان كاملة من 15 لونًا + شفاف (متوفرة في مجموعات من 8 من خلال جدول الأحرف) و 32 كائنًا متحركًا (الوضع الوحيد المتاح في BASIC. مطلوب BASIC الموسع للعفاريت، ويمكن الوصول إلى 28 منهم فقط.)
- وضع الصورة النقطية: 256 × 192 بكسل (لا يزيد عن لونين في صف ثماني بكسل، لوحة ألوان كاملة 15 لونًا + شفاف، جميع النقوش الـ 32 المتاحة ولكن الحركة القائمة على المقاطعة من خلال روتين ROM ليست بسبب تخطيط الذاكرة، غير متوفر إلى BASIC أو 9918 الأصلي).
- وضع متعدد الألوان: 64 × 48 بكسل (قد يكون لكل بكسل أي لون، تتوفر جميع النقوش المتحركة البالغ عددها 32)
- كل ما سبق يتألف من 36 طبقة تبدأ بإدخال تراكب الفيديو، ثم لون الخلفية، ثم طبقتان لوضع الرسوم، ثم طبقة لكل من 32 نقشًا متحركًا. تحجب الطبقة الأعلى طبقة سفلية في الأجهزة، إلا إذا كانت الطبقة العليا شفافة.

### يبدو
TMS9919 ، لاحقًا SN94624 ، مطابق لـ SN76489 المستخدم في العديد من الأنظمة الأخرى
- 3 أصوات، 1 ضوضاء (بيضاء أو دورية)
- الأصوات تولد موجات مربعة من 110 هرتز إلى ما يقرب من 115 كيلو هرتز
- تتضمن وحدة التحكم ROM تشغيل الموسيقى التي تعمل بالمقاطعة

## ألعاب

TI Invaders بواسطة Texas Instruments (1981)

تم نشر ما يقرب من 100 لعبة لـ TI-99 / 4A ، تم نشر معظمها بواسطة Texas Instruments. بعض الألعاب التي تم إصدارها فقط لـ 99 / 4A هي <i id="mwAf4">Parsec</i> و <i id="mwAgA">Alpiner</i> و Tombstone City: 21st Century و Tunnels of Doom و The Attack . TI Invaders و <i id="mwAgo">Car Wars</i> هي عمليات تسليم TI لـ Space Invaders و Head On على التوالي. يشبه Munch Man لعبة Pac-Man ، لكن شخصية العنوان تملأ المتاهة بنمط بدلاً من إفراغها من النقاط.

## أنظر أيضا
- Texas Instruments Compact Computer 40، وهو كمبيوتر محمول صغير تم طرحه في 1983
- Texas Instruments Professional Computer (TIPC أو TI PC)، وهو كمبيوتر شخصي يستخدم نظام التشغيل DOS ولكنه لم يكن متوافقًا تمامًا مع كمبيوتر IBM PC (1983 - ق. 1985)
- Texas Instruments Professional Portable Computer ، نسخة محمولة معاصرة من TI Professional Computer

## روابط خارجية
- Ninerpedia wiki مخصص لسلسلة TI-99
- 1979 TI-99/4
- صفحة الكمبيوتر المنزلي TI-99 / 4A